# أبو سعيد الأشج
أبو سعيد الأشج عبد الله بن سعيد بن حصين، حافظ ومن رواة الحديث ومفسر، هو من المشايخ التسعة الذين روى لهم أصحاب الكتب الستة، وكان أول طلبه للعلم بعد سنة 180 هـ، وألف مجلدًا في التفسير، توفي عام 257 هـ وعمره نيف وتسعين.

## روايته للحديث
- روى عن: هشيم بن بشير، وأبي بكر بن عياش، وعبد الله بن إدريس، وعقبة بن خالد، وعبد السلام بن حرب، وأبي خالد الأحمر، وزياد بن الحسن بن الفرات، وأبي معاوية، وحفص بن غياث، وإبراهيم بن أعين، ومحمد بن فضيل، وعبد الرحمن بن محمد المحاربي، والمطلب بن زياد.
- روى عنه: محمد بن إسماعيل البخاري، ومسلم بن الحجاج، وأبو عيسى محمد الترمذي، وأبو داود، وابن ماجه، النسائي، وأبو زرعة الرازي، وأبو حاتم الرازي، ويعقوب الفسوي، وأبو بكر بن خزيمة، وأبو يعلى الموصلي، وزكريا الساجي، وعمر بن محمد بن بجير، ويحيى بن محمد بن صاعد، وأبو بكر بن أبي داود، وأبو القاسم البغوي، وعبد الرحمن بن أبي حاتم، وهناد بن السري، وخلق سواهم من آخرهم إبراهيم بن عبد الصمد الهاشمي في أماليه.[3]
- مرتبته عند أهل الحديث: قال أبو حاتم الرازي: «هو إمام أهل زمانه»، وقال محمد بن أحمد بن بلال الشطوي: «ما رأيت أحفظ منه»، وقال النسائي: «صدوق».[3][4] وقال يحيى بن معين: «ليس به بأس، ولكنه يروي عن قوم ضعفاء‌».[5]

## وصلات خارجية
- حديث أبي سعيد الأشج، المكتبة الشاملة.